# Fireflies (아울 시티의 노래)
"Fireflies"는 미국의 일렉트로니카 프로젝트 아울 시티의 음반 Ocean Eyes의 데뷔 싱글이다. 프론트맨 애덤 영은 불면증 때문에 깨어 있는 동안 자신의 고향인 오와토나에서 반딧불을 본 것에 대한 곡을 썼다. 영은 맷 시에슨과 함께 이 곡을 프로듀싱했으며, 시에슨은 게스트 보컬로도 참여했다. 이 곡은 "삐걱거리는" 신스라인을 기반으로 하며 불면증, 반딧불, 여름에 대한 가사를 포함하고 있다.
"Fireflies"는 빌보드 핫 100 차트에서 2주 연속 1위를 차지했다. 미국 외 지역에서는 오스트레일리아, 벨기에, 덴마크, 핀란드, 아일랜드, 네덜란드, 노르웨이, 스웨덴, 영국에서 차트 1위를 차지했다. "Fireflies"는 아울 시티가 3년 후 캐나다 가수 칼리 레이 젭슨과의 듀엣곡인 "Good Time"이 차트 8위에 오르기 전까지는 빌보드 핫 100 차트에서 유일한 톱 40 히트곡이었다. 이 곡은 크리스티나 그리미와 셰릴 콜 등에 의해 커버되었다.
"Fireflies"는 비디오 게임 Disney Sing It: Party Hits에 수록되었고, EyePet의 홍보 영상에 사용되었다. 이 곡은 기타 히어로 5, 기타 히어로: 워리어스 오브 록, 록 밴드 3의 다운로드 가능 콘텐츠로 제공된다. 이 곡은 태펄러스의 게임 Tap Tap Revenge 3에서 무료 다운로드로 출시되었다.

## 배경과 출시
"Fireflies"는 매달 싱글 캠페인의 일환으로 스피너와 스핀 (잡지)에 게시되었다. 아울 시티의 매니저 스티브 버스키에 따르면, 이 곡은 싱글로 발매될 의도는 없었지만 "우리가 놓칠 수 없는 기회였습니다"라고 말했다. 디지털 성공으로 인해 이 곡은 7월 말까지 얼터너티브 라디오에 전송되었다. 이 트랙은 나중에 컨템포러리 히트 라디오로 전송되었다.

## 구성
"Fireflies"는 불면증과 씨름하는 영의 경험을 중심으로 하며, 그는 처음으로 "새벽 일찍 깨어" 자신의 마음을 차지하기 위해 이 곡을 만들었다. 이 곡은 또한 그가 미네소타 북부의 "완전히 소박하고 다소 외진 호수"로 떠난 캠핑 여행에서 영감을 받았는데, 그는 그에게 "유성우가 반딧불이 되는 시원한 아이디어"를 준 유성우를 보는 경험을 모방하려고 했다. 영은 부모님과 함께 살면서 미완성된 지하에서 대부분의 곡을 녹음했다. 이 곡은 드럼 루프, 피아노, 오르간, 신시사이저, 비브라폰, 바이올린, 비올라, 그리고 영이 고용한 첼리스트가 연주한 첼로 등 수십 개의 악기 트랙으로 겹쳐져 있다. 그는 두 번째와 세 번째 코러스를 위해 일렉트릭 기타 오버레이를 녹음했지만 앰프를 소유하고 있지 않았기 때문에 악기를 컴퓨터에 직접 연결했다. 이 곡은 릴리언트 K의 맷 시에슨이 게스트 보컬로 참여했는데, 영은 그가 고등학교 때부터 팬이었다.
이 곡의 템포는 90이며, 키는 내림마장조이다.

## 비평적 평가
| 전문가 평가 | 전문가 평가 |
| 평가 점수   | 평가 점수   |
| 출처        | 점수        |
| ----------- | ----------- |
| 닷대시      | 4/별        |
| AltSounds   | (61%)       |
| 빌보드      | [ 16 ]      |

"Fireflies"는 음악 비평가들로부터 전반적으로 좋은 평가를 받았다. 빌보드의 벤 시한은 이 트랙을 "환영할 만한 상쾌함"이라고 불렀다. 그는 "독특하게 구성된" 이 노래를 칭찬하며 "이 노래를 정말 활짝 열어주는 것은 피아노와 기타입니다"라고 덧붙였다. 또 다른 긍정적인 리뷰에서 디지털 스파이의 닉 레빈은 "영이 여기서 터뜨린 엄청난 코러스에 대해 아무런 얄궂거나 귀여운 점이 없습니다"라고 언급했다. 가디언의 캐롤라인 설리번은 이 곡을 "비현실적으로 활기차다"고 불렀다. 닷대시의 빌 램은 "Fireflies"의 힘은 단순히 기발함에 있는 것이 아니다. 창의적인 음악 편곡은 아울 시티를 수많은 솔로 음악 프로젝트와 구별합니다"라고 언급했다. 알트사운드는 이 곡이 "차분하고 부드러운 자동화된 보컬과 꿈꾸는 듯한 십대 판타지의 뾰루지로 간단하게 구성되어 있습니다"라고 언급했다. 뉴욕 타임스의 벤 시사리오는 이 곡을 "사색적이지만 활기차다"고 묘사했다.
이 곡은 신스팝 듀오 포스털 서비스의 음악과 널리 비교되었다. 영은 그들의 사운드나 보컬리스트 벤 기버드를 모방하려는 목표는 아니었다고 부인했다. 피치포크 (웹사이트)의 이언 코헨은 그들의 사운드를 "명백하게" 베꼈다고 평했다. 스테레오검에 글을 쓴 가브리엘라 털리 클레이모어는 2017년에 이 곡을 "다이어트 포스털 서비스"로 기억했다. 캐나다 방송 협회는 이 곡을 "진부한 발라드"라고 부르며 편곡과 가사를 비판했다.

## 차트 성적
"Fireflies"는 아이튠즈의 무료 "이주의 싱글"로 소개되었을 때 65만 건의 다운로드를 기록하며 유니버설 리퍼블릭이 Ocean Eyes의 발매일을 2009년 9월 1일에서 7월 28일로 앞당기도록 영향을 주었다. 이 곡은 9월 초 빌보드 핫 100 차트에 97위로 데뷔했다. 이 곡은 10주차에 1위를 기록하며 아울 시티의 첫 번째 1위 싱글이 되었고, 그 주에 20만 장의 디지털 복사본이 판매되었다. 이 곡은 두 주 연속 1위를 차지했으며, 15주 동안 톱 10에 머물렀고, 31주 동안 핫 100 차트에 머물렀다. "Fireflies"는 음반 Ocean Eyes의 판매에 기여했으며, 미국 빌보드 200 차트의 톱 10 진입에 영향을 준 것으로 평가받았다. 이 곡은 2009년 말까지 2,748,000장의 디지털 판매량을 기록하며 미국에서 2009년 가장 많이 팔린 노래 10곡 중 하나가 되었다. 빌보드 핫 100 2009년 말 차트에서는 60위를 기록했다. 빌보드 핫 100 2010년 말 차트에서는 30위를 기록했다. 미국 음반 산업 협회는 2010년 6월 "Fireflies"를 3배 플래티넘으로 인증했다. 2023년 1월 25일, 이 곡은 RIAA로부터 1,000만 장 판매를 의미하는 다이아몬드 인증을 받았다. 이 곡은 RIAA 다이아몬드 인증을 받은 역사상 99번째 노래가 되었다.
이 곡은 전 세계적으로 성공을 거두었다. 영국에서는 UK 싱글 차트에서 50위로 진입했다. 이 곡은 다음 주에 48계단 상승하여 2위를 기록했으며, Iyaz의 "Replay"만이 1위를 차지했다. 다음 주에는 1위로 상승하여 3주 연속 차트 1위를 차지했다. 2011년 1월 2일, "Fireflies"는 영국에서 역대 가장 많이 다운로드된 노래 중 20번째로 밝혀졌다. 2017년 9월 현재 이 곡은 영국에서 844,000장 이상 판매되었다.
오스트레일리아에서는 38위로 진입하여 2010년 1월 10일 주에 차트 1위를 차지했다. 이 곡은 오스트레일리아에서 37,354장 이상 판매되었다. 오스트레일리아 축음기 공연 회사에 따르면 이 곡은 2010년 오스트레일리아 라디오에서 두 번째로 많이 재생된 곡이다. 일본에서는 3위를 기록했고, 2010년 말 차트에서 16위를 기록했다. 덴마크, 아일랜드, 스웨덴, 오스트레일리아, 영국, 네덜란드(10주)에서 1위를 차지했고, 오스트리아, 벨기에, 캐나다, 폴란드, 핀란드, 독일, 뉴질랜드, 노르웨이, 포르투갈, 스위스에서는 톱 10에 진입했다. 2012년 9월 현재 이 곡은 전 세계적으로 500만 장 이상 판매되었다. 2025년 3월, 이 싱글은 스포티파이에서 10억 스트림을 기록했다.

## 뮤직 비디오
"Fireflies" 뮤직 비디오는 2009년 7월 21일에 공개되었으며 스티브 후버가 감독했다. 이 영상은 장난감으로 가득 찬 침실에서 로우레이 스피넷 오르간으로 노래를 연주하는 애덤 영의 모습을 담고 있다. 대부분의 장난감(로비 경; 티라노사우루스 렉스; 스피크 & 스펠; 브룸을 기반으로 한 장난감 자동차; 연식비행선 등)은 살아 움직인다. 대부분의 장난감은 1970년대와 1980년대의 구형 모델 장난감이다(로보사피엔과 로보랩터는 예외). 흑백 텔레비전과 축음기와 같은 빈티지 가전제품도 있다. 노래가 시작될 때, 영은 오르간의 제어판에 있는 "마법" 버튼을 눌러 방 안 곳곳의 다양한 램프와 등불을 켠다. 일부는 독특한 모양(예: 레몬 모양, 열기구 모양)이다. 장난감들은 두 번째 절에서 의식을 얻고, 노래가 끝으로 갈수록 더 빠르게, 더 무질서하게 움직인다. 영이 "마법" 버튼을 다시 누르면 장난감들이 비활성화되고 방이 어두워진다. 영상은 영이 오르간을 끄고 카메라가 어두워지면서 끝난다. 뮤직 비디오는 VH1과 MTV에서 방영되었다.
2024년 7월 현재 이 뮤직 비디오는 유튜브에서 5억 4천만 조회수를 기록했다.

## 유산
"Fireflies"는 피할 수 없는 히트곡이었다. 스핀 (잡지) 칼럼니스트 롭 아르칸드는 이 곡이 "전 세계로 퍼져나갔고, 그 후 몇 년 동안 공공 장소에서 피할 수 없었습니다. 그 감상적이고 달콤한 가사에는 너무나 완벽하게 불쾌하지 않은 점이 있어 라이트 록 라디오에 완벽한 노래가 되었고, 쇼핑몰, 공항, 광고, 대중교통에서 이 트랙이 전파를 타고 퍼져나가 가장 열렬한 팬들조차 조금 피곤해질 때까지 계속되었습니다."라고 썼다.

### 인터넷 밈
2017년 5월, 이 노래는 일반적으로 매우 큰 볼륨으로 재생되거나 특정 테마에 맞게 리믹스되는 인터넷 밈으로 재사용되었다. 또 다른 밈 변형은 "You would not believe your eyes, if ten million fireflies"라는 가사에 대한 말장난을 쓰는 것이었다. 이 노래는 6월에 아울 시티가 "I get a thousand hugs from 10,000 lightning bugs"라는 가사를 해석해 달라는 요청을 받았을 때 더욱 주목받게 되었다. 인터넷 밈으로 바이럴된 후, 이 노래는 미국 록 스트리밍 노래 차트 8위에 다시 진입했다.

## 수상 및 후보
| 연도 | 단체                    | 상                       | 결과 | 참고   |
| ---- | ----------------------- | ------------------------ | ---- | ------ |
| 2010 | Q 어워드                | 베스트 트랙              | 후보 | [ 59 ] |
| 2010 | 올해의 레코드           | 올해의 레코드            | 수상 | [ 60 ] |
| 2010 | 빌보드 재팬 뮤직 어워드 | 올해의 핫 100 에어플레이 | 수상 | [ 61 ] |
| 2010 | 빌보드 재팬 뮤직 어워드 | 올해의 성인 컨템포러리   | 후보 | [ 61 ] |
| 2011 | 플레킹 어워드           | 베스트 비디오            | 후보 | [ 62 ] |
| 2013 | Vevo 인증 어워드        | 1억 뷰                   | 수상 | [ 63 ] |

### 수상 경력
| 간행물      | 국가 | 수상 경력       | 연도 | 순위 | 참고   |
| ----------- | ---- | --------------- | ---- | ---- | ------ |
| idobi Radio | 미국 | 2009년 톱 50 곡 | 2009 | 2    | [ 64 ] |

## 트랙 목록
| #  | 제목          | 재생 시간 |
| -- | ------------- | --------- |
| 1. | 〈Fireflies〉 | 3:48      |

| #  | 제목                | 재생 시간 |
| -- | ------------------- | --------- |
| 1. | 〈Fireflies〉       | 3:48      |
| 2. | 〈Hot Air Balloon〉 | 3:35      |

| #  | 제목                               | 재생 시간 |
| -- | ---------------------------------- | --------- |
| 1. | 〈Fireflies〉 (영국 라디오 에디트) | 3:14      |

| #  | 제목                                           | 재생 시간 |
| -- | ---------------------------------------------- | --------- |
| 1. | 〈Fireflies〉 (영국 라디오 에디트)             | 3:14      |
| 2. | 〈Vanilla Twilight〉 (미국 확장 라디오 에디트) | 4:20      |

## 참여자
아울 시티
- 애덤 영 – 리드 보컬, 피아노, 기타, 신시사이저, 베이스, 드럼 프로그래머, 퍼커션, 프로듀서, 엔지니어

추가 뮤지션 및 프로덕션
- 매튜 시에슨 – 추가 보컬, 드럼 프로그래머, 프로덕션
- 필 피터슨 – 첼로
- 테드 옌센 – 마스터링
- 존 굿만슨 – 오디오 믹서

## 차트
| 차트 (2009–2010)                        | 최고 순위 |
| --------------------------------------- | --------- |
| 오스트레일리아 (ARIA)                   | 1         |
| 오스트리아 (Ö3 오스트리아 탑 40)        | 2         |
| 벨기에 (울트라탑 50 플랑드르)           | 2         |
| 벨기에 (울트라탑 50 왈로니아)           | 4         |
| 캐나다 (캐나디안 핫 100)                | 2         |
| 캐나다 AC (빌보드)                      | 7         |
| 캐나다 CHR/Top 40 (빌보드)              | 5         |
| 캐나다 Hot AC (빌보드)                  | 1         |
| 66                                      |           |
| 크로아티아 (HRT)                        | 1         |
| 체코 (IFPI)                             | 2         |
| 덴마크 (트랙리슨)                       | 1         |
| 유럽 (유러피언 핫 100 싱글)             | 3         |
| 핀란드 (수오멘 비랄리넨 리스타)         | 7         |
| 프랑스 (SNEP)                           | 17        |
| 독일 (미디어 컨트롤 AG)                 | 6         |
| 독일 (Airplay Chart)                    | 1         |
| 아일랜드 (IRMA)                         | 1         |
| 이스라엘 (미디어 포레스트)              | 2         |
| 이탈리아 (FIMI)                         | 2         |
| 이탈리아 (무지카 에 디스키)             | 16        |
| 일본 (재팬 핫 100)                      | 3         |
| 라트비아 (European Hit Radio)           | 1         |
| 리투아니아 (European Hit Radio)         | 1         |
| 룩셈부르크 디지털 노래 판매 (빌보드)    | 3         |
| 멕시코 영문 에어플레이 (빌보드)         | 8         |
| 네덜란드 (네덜란드스 탑 40)             | 1         |
| 네덜란드 (싱글 톱 100)                  | 3         |
| 뉴질랜드 (레코드 뮤직 NZ)               | 2         |
| 노르웨이 (VG-리스타)                    | 2         |
| 폴란드 (폴란드 에어플레이 탑 20)        | 2         |
| 포르투갈 디지털 노래 판매 (빌보드)      | 4         |
| 러시아 에어플레이 (톱히트)              | 58        |
| 스코틀랜드 (오피셜 차트 컴퍼니)         | 1         |
| 슬로바키아 (IFPI)                       | 8         |
| 대한민국 (써클 차트) (인터내셔널 차트)  | 75        |
| 스페인 (푸로무시카에)                   | 27        |
| 스웨덴 (스베리예토프리스탄)             | 1         |
| 스위스 (슈바이처 히트파라데)            | 4         |
| 영국 싱글 (오피셜 차트 컴퍼니)          | 1         |
| 미국 빌보드 핫 100                      | 1         |
| 미국 어덜트 컨템포러리 (《빌보드》)     | 11        |
| 미국 어덜트 탑 40 (《빌보드》)          | 1         |
| 미국 크리스천 송 (《빌보드》)           | 44        |
| 미국 핫 록 & 얼터너티브 송 (《빌보드》) | 38        |
| 미국 팝 송 (《빌보드》)                 | 2         |
| 베네수엘라 톱 앵글로 (레코드 리포트)    | 3         |

| 차트 (2017)                    | 최고 순위 |
| ------------------------------ | --------- |
| 미국 록 스트리밍 노래 (빌보드) | 8         |

| 차트 (2023)                    | 최고 순위 |
| ------------------------------ | --------- |
| 에스토니아 에어플레이 (톱히트) | 177       |

### 연간 차트
| 차트 (2009)                 | 순위 |
| --------------------------- | ---- |
| 오스트레일리아 (ARIA)       | 79   |
| 캐나다 (캐나디안 핫 100)    | 74   |
| 덴마크 (트래크리스텐)       | 29   |
| 네덜란드 (네덜란드스 탑 40) | 100  |
| 뉴질랜드 (리코디드 뮤직 NZ) | 26   |
| 미국 빌보드 핫 100          | 60   |

| 차트 (2010)                      | 순위 |
| -------------------------------- | ---- |
| 오스트레일리아 (ARIA)            | 6    |
| 오스트리아 (Ö3 오스트리아 탑 40) | 27   |
| 벨기에 (울트라톱 50 플란데런)    | 14   |
| 벨기에 (울트라톱 50 왈롱)        | 14   |
| 캐나다 (캐나디안 핫 100)         | 26   |
| 덴마크 (트래크리스텐)            | 47   |
| 유럽 (유러피언 핫 100 싱글)      | 13   |
| 프랑스 (SNEP)                    | 75   |
| 독일 (미디어 컨트롤 차트)        | 36   |
| 아일랜드 (IRMA)                  | 7    |
| 이탈리아 (FIMI)                  | 93   |
| 일본 (재팬 핫 100)               | 16   |
| 일본 라디오 노래 (빌보드 재팬)   | 1    |
| 라트비아 (European Hit Radio)    | 21   |
| 리투아니아 (European Hit Radio)  | 22   |
| 네덜란드 (네덜란드스 탑 40)      | 14   |
| 네덜란드 (싱글 톱 100)           | 26   |
| 뉴질랜드 (리코디드 뮤직 NZ)      | 44   |
| 스웨덴 (스베리예토프리스탄)      | 24   |
| 스위스 (슈바이처 히트파라데)     | 28   |
| 영국 싱글 (오피셜 차트 컴퍼니)   | 6    |
| 미국 빌보드 핫 100               | 30   |
| 미국 어덜트 컨템포러리 (빌보드)  | 22   |
| 미국 어덜트 탑 40 (빌보드)       | 21   |
| 미국 메인스트림 탑 40 (빌보드)   | 33   |

| 차트 (2011)                       | 순위 |
| --------------------------------- | ---- |
| 미국 록 디지털 노래 판매 (빌보드) | 44   |

| 차트 (2017)                    | 순위 |
| ------------------------------ | ---- |
| 미국 록 스트리밍 노래 (빌보드) | 38   |

|}

## 인증
| 국가                                                                                         | 인증        | 판매량/출하량 |
| -------------------------------------------------------------------------------------------- | ----------- | ------------- |
| 오스트레일리아 (ARIA)                                                                        | 7× 플래티넘 | 490,000       |
| 벨기에 (BEA)                                                                                 | 골드        | 15,000*       |
| 브라질 (Pro-Música Brasil)                                                                   | 플래티넘    | 60,000        |
| 캐나다                                                                                       | —           | 74,000        |
| 덴마크 (IFPI Danmark)                                                                        | 2× 플래티넘 | 180,000       |
| 독일 (BVMI)                                                                                  | 플래티넘    | 300,000       |
| 이탈리아 (FIMI)                                                                              | 골드        | 15,000*       |
| 뉴질랜드 (RMNZ)                                                                              | 4× 플래티넘 | 60,000        |
| 스페인 (PROMUSICAE)                                                                          | 골드        | 20,000        |
| 스웨덴 (GLF)                                                                                 | 2× 플래티넘 | 40,000        |
| 스위스 (IFPI 스위스)                                                                         | 골드        | 15,000^       |
| 영국 (BPI)                                                                                   | 3× 플래티넘 | 1,800,000     |
| 미국 (RIAA)                                                                                  | 다이아몬드  | 10,000,000    |
| *판매량을 기반으로 한 인증 · ^출하량을 기반으로 한 인증 · 판매량+스트리밍을 기반으로 한 인증 |             |               |

## 출시 역사
| 지역           | 날짜            | 형식                   | 레이블                   | 참고    |
| -------------- | --------------- | ---------------------- | ------------------------ | ------- |
| 미국           | 2009년 7월 14일 | 음악 다운로드          | 유니버설 리퍼블릭 레코드 | [ 159 ] |
| 캐나다         | 2009년 7월 14일 | 음악 다운로드          | 유니버설 리퍼블릭 레코드 | [ 159 ] |
| 미국           | 2009년 9월 1일  | 컨템포러리 히트 라디오 | 유니버설 리퍼블릭 레코드 | [ 160 ] |
| 이탈리아       | 2009년 11월 5일 | 컨템포러리 히트 라디오 | 유니버설 리퍼블릭 레코드 | [ 161 ] |
| 오스트레일리아 | 2009년 11월 9일 | 콤팩트 디스크          | 유니버설 리퍼블릭 레코드 | [ 162 ] |
| 영국           | 2010년 1월 8일  | 디지털 다운로드        | 유니버설 리퍼블릭 레코드 | [ 163 ] |
| 아일랜드       | 2010년 1월 14일 | 디지털 다운로드        | 유니버설 리퍼블릭 레코드 | [ 164 ] |
| 독일           | 2010년 1월 22일 | 디지털 다운로드        | 유니버설 리퍼블릭 레코드 | [ 165 ] |
| 영국           | 2010년 2월 22일 | CD                     | 유니버설 리퍼블릭 레코드 | [ 166 ] |